# Vanessa Marano
Vanessa Nicole Marano est une actrice américaine née le 31 octobre 1992 à Los Angeles. 
Elle est connue pour son rôle de Bay Kennish dans la série télévisée américaine Switched (Switched at Birth).

## Biographie
Vanessa Marano est née le 31 octobre 1992 à Los Angeles, en Californie, et a une petite sœur, Laura Marano (qui joue le rôle de Ally Dawson dans Austin et Ally). Sa mère se nomme Ellen Marano et elle est la propriétaire du Théâtre de l'enfance Agoura. Elle est mi-italienne et mi-américaine.

### Carrière
Elle a commencé sa carrière à l'âge de deux ans. Puis, elle a travaillé dans des productions au Stage Door Theater. 

#### Depuis 2011: Révélation télévisuelle et percée au cinéma
De 2011 à 2017, elle a joué dans la série télévisée à succès Switched dans rôle de Bay Kennish, l'un des deux rôles principaux, aux côtés de Katie Leclerc, Lucas Grabeel et Lea Thompson. En 2012, elle fait également une apparition dans l'épisode 20 de la saison 8 de Grey's Anatomy.
En 2016, elle reprend son rôle d'April Nardini dans la série Gilmore Girls : Une nouvelle année.
En 2017, elle rejoint la distribution du film Saving Zoë (en) d'après le roman à succès Il faut sauver Zoé d'Alyson Noël où elle interprète le rôle de Zoë, elle tient l'affiche aux côtés de sa sœur Laura Marano, Michael Provost et Nathaniel Buzolic.
En 2018, elle fait une apparition dans l'épisode 10 de la saison 1 de Station 19, spin-off de la série télévisée Grey's Anatomy dans le rôle de Molly. La même année, elle interprète le rôle de Carol dans le film Daphne et Vera, réalisé par Suzi Yoonessi.
En mai 2018, elle rejoint le casting de la série DOT dans le rôle de Milla Hart, qui sortira vers 2019.

## Filmographie

### Internet
- 2018 : Bad Boy d'Arty O'Daly : elle-même (épisode 4 : Bad Boy & the Gilmore Girl)

### Cinéma
- 2008 : The Clique de Michael Lembeck : Layne Abeley
- 2009 : Dear Lemon Lima de Suzi Yoonessi : Samantha Combs
- 2013 : The Secret Lives of Dorks de Salomé Breziner : Samantha
- 2014 : Senior Project de Nadine Truong : Sam
- 2018 : Daphne et Vera de Suzi Yoonessi : Carol
- 2018 : Confessional de Brad T. Gottfred : Noelle
- 2019 : This Is the Year de David Henrie : Molly
- 2019 : Saving Zoë de Jeffrey G. Hunt : Zoë[3]

### Télévision

#### Séries télévisées
- 2002-2009 : FBI : Portés disparus : Hanna Malone (12 épisodes)
- 2004 : Parents à tout prix : Lexie (saison 4, épisode 20)
- 2005-2007 : Gilmore Girls : April Nardini (13 épisodes)

- 2005 : Six Feet Under : Tate Pasquese (saison 5, épisodes 4 et 7)
- 2005 : Mon Comeback : Franchesca (12 épisodes)
- 2005 : Malcolm : Gina (saison 7, épisode 9)
- 2008 : Miss Guided : Kelly (saison 1, épisode 1)

- 2008-2010 : Les Feux de l'amour : Eden Gerick (58 épisodes)
- 2008 : The Closer : Theresa Monroe (saison 4, épisode : Un enfant enragé)
- 2008 : Ghost Whisperer : Alise Jones (saison 4, épisode : Esprit virtuel)
- 2009 : Trust Me : Haley McGuire (5 épisodes)
- 2009 : Dexter : Rebecca Mitchell (5 épisodes)
- 2010 : Past Life : Susan Charne (saison 1, épisode 2)
- 2010 : Medium : Jennifer Whitten (saison 6, épisodes 17 et 18)
- 2010 : Scoundrels : Hope West (8 épisodes)
- 2010 : Parenthood : Holly (saison 2, épisode 4)
- 2011 : Private Practice : Casey (saison 4, épisode 18)
- 2011 : Love Bites : Natasha (saison 1, épisode 6)
- 2011 : Les experts : Samantha Cafferty (saison 12, épisode 5)
- 2011-2017 : Switched : Bay Kennish (103 épisodes)
- 2012 : Grey's Anatomy : Holly Weeler (saison 8, épisode 20)
- 2012-2013 : Boys Are Stupid, Girls Are Mean : Narratrice
- 2013 : Perception : Riley (saison 2, épisode 4)
- 2014 : NCIS : Nouvelle-Orléans : Natalie Lane (saison 1, épisode 4)
- 2016 : Outcast : Sherry (saison 1, épisode 5)
- 2016 : Gilmore Girls : Une nouvelle année : April Nardini (épisode 3 : Été)
- 2017 : Silicon Valley : Une étudiante de l'auditoire (saison 4, épisodes 3 et 4)
- 2018 :  Grey's Anatomy : Station 19 : Molly (saison 1, épisode 10 - saison 2, épisode 1)
- 2021 : 9-1-1 : Sydney (saison 4, épisode 3)

Prochainement
- 2019 : Dot : Milla Hart[5]

#### Téléfilms
- 2004 : Brooke Ellison Story : Brooke Ellison, jeune
- 2007 : Hell on Earth : Shelly
- 2008 : Man of Your Dreams : Maia
- 2010 : Trois Bagues au doigt : Imogen Hicks
- 2010 : The Untitled Michael Jacobs Pilot : Bailey Davidson
- 2010 : Trois Bagues au doigt (Marry Me) : Immy
- 2013 : Scandale au pensionnat (Restless Virgins) : Emily

## Distinctions
| Année | Prix                                  | Catégorie                                   | Nomination      | Résultat   |
| ----- | ------------------------------------- | ------------------------------------------- | --------------- | ---------- |
| 2010  | Method Fest Independent Film Festival | Meilleur casting                            | Dear Lemon Lima | Lauréat    |
| 2011  | 13e cérémonie des Teen Choice Awards  | Star féminine TV de l'été                   | Switched        | Nomination |
| 2013  | 15e cérémonie des Teen Choice Awards  | Meilleure actrice dans une série dramatique | Switched        | Nomination |